# Bieriozowka (rejon marksowski)
Bieriozowka (ros. Берёзовка) – wieś (sieło) w Rosji, w obwodzie saratowskim, w rejonie marksowskim. W 2010 liczyła 950 mieszkańców.